# Hortia
Hortia es un género con trece especies de plantas de flores perteneciente a la familia Rutaceae. 

## Especies seleccionadas
- Hortia arborea
- Hortia brasiliana
- Hortia chocoensis
- Hortia coccinea
- Hortia colombiana
- Hortia duckei
- Hortia duckii
- Hortia excelsa
- Hortia longifolia
- Hortia megaphylla
- Hortia neblinensis
- Hortia regia
- Hortia superba